# Erste Liga (Kasachstan)
Die Erste Liga  (kasachisch Футболдан Қазақстан бірінші лигасы) ist die zweithöchste Spielklasse im kasachischen Fußball. Sie wurde 1994 gegründet. Die Spielzeit der Premjer-Liga ist an das Kalenderjahr angepasst und wird zwischen März und November ausgetragen.

## Modus
Die zwei bestplatzierten Vereine steigen direkt in die Premjer-Liga auf, die beiden letzten Teams steigen direkt ab.

## Mannschaften 2025
Folgende Mannschaften nahmen an der Saison 2025 teil:
| - Schachtjor Qaraghandy (Absteiger) - FK Altai VKO - Aqschajyq Oral - FK Aqtöbe II - FK Khan Tengri - FK Ekibastus - SD Family Astana - Kaspij Aqtau - FK Qairat Almaty II - Qaisar Qysylorda II - FK Schetissai - FK Taras - FK Türkistan - AKAS Almaty (Aufsteiger) - Ertis Pawlodar (Aufsteiger) - Akademija Ontustik (Aufsteiger) |

## Die Meister der Ersten Liga
| - 1992 (A) – Junost Pavlodar - 1993 (A) – Köksche Kökschetau - 1994 – Munaischy Aqtau - 1995 – Qaisar Qysylorda - 1996 (A) – Awtomobilist Schortandy - 1997 – Ferro Aqtöbe - 1998 – Tomiris Schymkent - 1999 – Dinamo Schymkent - 2000 – FK Aqtöbe-Lento - 2001 (A) – Tomiris Schymkent - 2002 – FK Ekibastusez - 2003 – Nord-Ost – Chimik Stepnogor - 2003 – Süd-West – Jassy-Rachat Türkistan | - 2004 – Nord-Ost – Bolat-AMT Temirtau - 2004 – Süd-West – Schambyl Taras - 2005 – Nord-Ost – Energetik Pawlodar - 2005 – Süd-West – Qaisar Qysylorda - 2006 – Nord-Ost – Awangard Petropawl - 2006 – Süd-West – Schetissu Taldyqorghan - 2007 – FK Kasachmys Satpajew - 2008 – FK Kasachmys Satpajew - 2009 – FK Qairat Almaty - 2010 – Wostok Öskemen - 2011 – Sunkar Kaskelen - 2012 – FK Ile-Saulet - 2013 – Qaisar Qysylorda | - 2014 – Oqschetpes Kökschetau - 2015 – Aqschajyq Oral - 2016 – Qaisar Qysylorda - 2017 – Schetissu Taldyqorghan - 2018 – Oqschetpes Kökschetau - 2019 – FK Qysyl-Schar SK - 2020 – (Gruppe 1) – FK Aqtöbe - 2020 – (Gruppe 2) – FK Atyrau - 2021 – FK Aqsu - 2022 – Oqschetpes Kökschetau - 2023 – Jelimai Semei - 2024 – Oqschetpes Kökschetau |